# Раду Теодору
Раду Теодору (рум. Radu Theodoru; нар. 17 січня 1924, Інеу, Арад, Румунське королівство) — румунський військовий льотчик, генерал-майор у відставці, автор творів на історичну, військову, науково-фантастичну, пригодницьку та політичну тематику. Колишній віцепрезидент партії «Велика Румунія» та співзасновник парамілітарної структури «Командування Влада Цепеша». Знаний своїми ультраправими поглядами, зокрема — запереченням Голокосту. 2025 року, у 101 рік, став фігурантом справи про державну зраду.

## Біографія
Народився 17 січня 1924 року в Інеу, жудець Арад. Син агронома Костянтина Теодору та вчительки біології Паули (уродженої Ілієску).

#### Військова служба
1942 року отримав ліцензію пілота планера. Закінчив курси Бухарестського вищого військового авіаційного училища, відділення штурманів (1943—1945 роки). Ще кадетом відправлений на фронт у серпні 1944 року. Продовжив бойові дії у складі румунської армії вже на боці антигітлерівської коаліції. Здобув кілька нагород, зокрема «Пам'ятний хрест Другої світової війни 1941—1945».
У 1945—1946 роках навчався у Спеціальній авіаційній школі. У 1946—1949 роках служив льотчиком-винищувачем, потім командиром винищувальної ескадрильї та льотним інструктором (1949—1950 роки). У 1950—1951 роках був командиром роти та викладачем у Сибіуській школі технічних офіцерів авіації. Вийшов у відставку 1951 року. Звання генерал-майора отримав при звільненні в запас.

#### Письменництво
У 1952—1954 роках керував літературним гуртком «Orizonturi noi» (Нові горизонти). У 1956—1965 роках — секретар Тимішоарського відділення Спілки письменників, редактор журналу «Astra» в Брашові, секретар Брашівського відділення Спілки письменників, у 1965—1970 роках — заступник голови повітового комітету культури та мистецтва Брашова. У 1970-х роках переїхав до Бухаресту.
Писав історичні та пригодницькі романи, працював у жанрі соцреалізму. Після зникнення соціалістичної Румунії зайнявся політичною літературою правого спрямування.
Критики писали: "Книги про морські подорожі опубліковані Раду Теодору («З „Hai-Hui 2“ на південь», «Ми, „Mircea“ і Атлантика»), містять низку автобіографічних подробиць, здатних у сукупності намалювати портрет людини дії, що знаходиться в постійному пошуку нових ідентичностей і незвичайних ситуацій, наділеного здатністю уникати посередності, рутини та стереотипів повсякденного життя. У цьому сенсі література стала для Раду Теодору простором уяви та нескінченних проєкцій себе, ідеального всесвіту, що виникає з всепоглинальної кризи часу".
Загалом написав понад п'ятдесят книг. Лавреат багатьох престижних літературних премій.

#### Політика
Після 1989 року зайняв вкрай праву політичну позицію, дотримується антиєвропейських й антинатівських поглядів. Важливу роль у його світогляді відіграє антисемітизм. У своїй книзі «Сіоністський нацизм» 2000 року стверджував, що Голокост став «найприбутковішим єврейським бізнесом» в історії, «збагативши так званих „авторів-очевидців“, які розповідали про життя в нацистських таборах, вдаючись до ненормального перебільшення і патологічного бачення». Сталіна поважає за «прагнення знищити сіонізм», а у своєму нинішньому кумирі Путіні бачить його продовжувача.
Був одним із засновників партії «Велика Румунія». Деякий час був правою рукою її лідера Корнеліу Вадима Тудора, але пізніше виключений з партії після конфлікту з її головою.
Прихильник правого політика та кандидата в президенти Румунії 2024 року Келіна Джорджеску: «Я знаю його багато років. Ми обговорювали ключові політичні питання. Він вів найвитонченішу, як би це сказати, передвиборчу пропаганду, без лицемірства, без лайки, тримався на рівні президента держави, а не негідника, що викликало у мене повагу».

#### Організація «Командування Влада Цепеша» (Opus Nostrum)
Один із засновників організації «Командування Влада Цепеша», парамілітарної структури, що з'явилася 2022 року й існувала переважно в інтернеті. Члени організації вимагають «врятувати Румунію» шляхом «ліквідації через голосування чинної системи та заміни її на соціально-економічну систему меритократії, коли історичні традиції трансформуються у сучасний технічний та науковий внесок у політичний простір, у незалежність і суверенітет».
У своїх матеріалах, що розповсюджуються переважно через соцмережі та YouTube, «Командування Влада Цепеша», серед іншого, пропонує:
- сформувати кризовий уряд з-поміж фахівців, відібраних за їхні практичні досягнення, організаційний і керівний досвід;
- проголосити нейтралітет Румунії;
- відновити систему традиційних взаємовигідних союзів;
- активізувати систему економічних і торговельних відносин на Балканському та Євро-Азійському просторах;
- відстоювати національні інтереси у дельті Дунаю та басейні Чорного моря;
- повернути історичні території, насильно захоплені Україною або загублені внаслідок зради іноземців;
- відновити економічні та культурні зв'язки з Росією, Китаєм й Іраном;
- ініціювати переговори з Російською Федерацією про анулювання пакту Молотова — Ріббентропа[14].

Також організація пропонує перейменувати Румунію на «Гетію» (рум. Geția), використовуючи псевдоісторичні обґрунтування.

## Арешт у березні 2025 року
Управління боротьби з організованою злочинністю і тероризмом Румунії 5 березня 2025 року заарештувало шість осіб, підозрюваних у держзраді, намір вивести країну з НАТО і перейменувати її. Згідно з пресрелізом управлянні, обвинувачені на чолі з Раду Теодору 2023 року «створили організовану злочинну групу з метою підриву суверенітету і незалежності румунської держави шляхом політичного підриву обороноздатності країни». За інформацією відомства, обвинувачені вели переговори з «зовнішніми військово-політичними акторами щодо виходу Румунії з військового союзу, учасником якого вона є, скасування чинного конституційного ладу, розпуску політичних партій, формування нового уряду, сформованого членами організації, які будуть обіймати міністерські посади, звільнення всіх співробітників державних установ, прийняття нової конституції і зміни назви, прапора і гімну країни». Двоє з обвинувачених відвідали Москву, де «вступили в контакт з людьми, готовими підтримати зусилля Організації з захоплення державної влади в Румунії». Крім того, «члени організованої злочинної групи за допомогою інтернет-платформ вербували послідовників і публікували відеоматеріали-повідомлення, адресовані органам державної влади Румунії, національним і міжнародним організаціям».
Ультраправа румунська політикиня Діана Шошоаке публічно підтримала Теодору. Після арешту Теодору кандидат у президенти та колишній прем'єр-міністр Віктор Понта також підтримав Теодору, стверджуючи, що «політичні погляди не є злочинами».